# Power Up
Power Up (též stylizováno jako PWRϟUP) je sedmnácté studiové album australské rockové skupiny AC/DC. Vyšlo 13. listopadu 2020 pod společností Columbia Records. Jedná se o první album kapely vydané po smrti původního kytaristy Malcolma Younga (ten však kvůli nemoci nehrál již na předchozí desce Rock or Bust z roku 2014). Od vydání alba Rock or Bust skupinu postupně opustili tři další členové – bubeník Phil Rudd, zpěvák Brian Johnson a baskytarista Cliff Williams. Všichni se před vznikem této desky do kapely vrátili. O novém albu kapely se spekulovalo již od roku 2018, oficiálně bylo jeho vydání oznámeno v říjnu 2020. První singl „Shot in the Dark“ vyšel 7. října.
| „              | This record is pretty much a dedication to Malcolm, my brother. It's a tribute for him like Back in Black was a tribute to Bon Scott. | Tato nahrávka je do jisté míry věnována Malcolmovi, mému bratrovi. Je to pro něj pocta, tak jako bylo Back in Black poctou pro Bona Scotta. | “ |
| — Angus Young, | | |   |

## Seznam skladeb
Všechny skladby napsal(i) Angus Young a Malcolm Young. 
| Pořadí         | Název                     | Délka |
| -------------- | ------------------------- | ----- |
| 1.             | Realize                   | 3:37  |
| 2.             | Rejection                 | 4:06  |
| 3.             | Shot in the Dark          | 3:05  |
| 4.             | Through the Mists of Time | 3:32  |
| 5.             | Kick You When You’re Down | 3:10  |
| 6.             | Witch’s Spell             | 3:42  |
| 7.             | Demon Fire                | 3:30  |
| 8.             | Wild Reputation           | 2:54  |
| 9.             | No Man’s Land             | 3:39  |
| 10.            | Systems Down              | 3:12  |
| 11.            | Money Shot                | 3:05  |
| 12.            | Code Red                  | 3:31  |
| Celková délka: | Celková délka:            | 41:07 |

## Obsazení
- Brian Johnson – zpěv
- Angus Young – sólová kytara
- Stevie Young – rytmická kytara
- Cliff Williams – baskytara
- Phil Rudd – bicí